# Локалита Теголето (Сијена)
Локалита Теголето је насеље у Италији у округу Сијена, региону Тоскана.
Према процени из 2011. у насељу је живело 48 становника. Насеље се налази на надморској висини од 342 м.